# Purnia (district)
Purnia is een district van de Indiase staat Bihar. Het district telt 2.540.788 inwoners (2001) en heeft een oppervlakte van 3228 km².
Hoofdstad: Patna
Districten:
Divisie Bhagalpur: Banka · Bhagalpur
Divisie Darbhanga: Begusarai · Darbhanga · Madhubani · Samastipur
Divisie Kosi: Madhepura · Saharsa · Supaul
Divisie Magadh: Arwal · Aurangabad · Gaya · Jehanabad · Nawada
Divisie Munger: Jamui · Khagaria · Lakhisarai · Munger · Sheikhpura
Divisie Patna: Kaimur · Bhojpur · Buxar · Patna · Rohtas · Nalanda
Divisie Purnia: Araria · Katihar · Kishanganj · Purnia
Divisie Saran: Gopalganj · Saran · Siwan
Divisie Tirhut: Purba Champaran · Pashchim Champaran · Muzaffarpur · Sheohar · Sitamarhi · Vaishali